# مادس كلوسن
مادس كلوسن (بالدنماركية: Mads Clausen)‏ هو شخصية أعمال دنماركي، ولد في 21 أكتوبر 1905، وتوفي في 27 أغسطس 1966.